# 3099 Hergenrother
3099 Hergenrother (1940 GF) là một tiểu hành tinh vành đai chính được phát hiện ngày 3 tháng 4 năm 1940 bởi Vaisala, Y. ở Turku.